# Raymond Benson
Raymond Benson (Midland, Texas, Estados Unidos, 6 de septiembre de 1955) es un escritor estadounidense. Conocido por ser el autor oficial de las novelas de James Bond de 1997 a 2003, Benson, nació en Midland, Texas y se graduó de Permian High School en Odessa en 1973. 
Si bien en la escuela primaria, Benson mostró interés en el piano, lo que iba a convertirse en su interés principal fue escribir canciones. Benson también formó parte de una escuela de arte dramático y fue nombrado vicepresidente del departamento de teatro en su escuela, un interés que más tarde le llevó a ser director de producciones teatrales. Otra actividad suya fue escribir y producir juegos de ordenador. 

## Cuentos de James Bond
- Pasado Expuesto (1997)
- Final de una Noche Veraniega (1999)
- En Vivo a las 5 (1999)

## Novelas de James Bond
- Cero menos Diez (1997)
- El Mañana Nunca Muere (1997) –  novelización de un guion cinematográfico
- Los Hechos de la Muerte (1998)
- El Mundo no Basta (1999) –  novelización de un guion cinematográfico
- Es Hora de Matar (1999)
- Doble Disparo (2000)
- Nunca Sueñes con Morir (2001)
- El Hombre del Tatuaje Rojo (2002)
- Otro Día para Morir (2002) –  novelización de un guion cinematográfico